# 桑那水库
桑那水库是云南省迪庆藏族自治州香格里拉市境内的一座水库，位于桑那河上，是迪庆州唯一的中型水库，是香格里拉市区的一个饮用水水源地，水库总库容1500.4万立方米，同时起着城市防洪、城市供水和城镇周边农田灌溉的作用。